# Fuorcla Prüna
Die Fuorcla Prüna ⓘ ist ein Alpenpass im Kanton Graubünden in den schweizerischen Alpen.  Mit einer Scheitelhöhe von 2835 m ü. M. verbindet er die Val Prüna im Norden mit der Hochebene S-chüdella im Süden. Der Pass befindet sich zwischen dem Muot da la Pischa im Westen und dem Piz Pischa im Osten. Die Passhöhe ist mit ihren Seelein, Schutt- und Firnterrassen sehr reizvoll.

## Lage und Umgebung

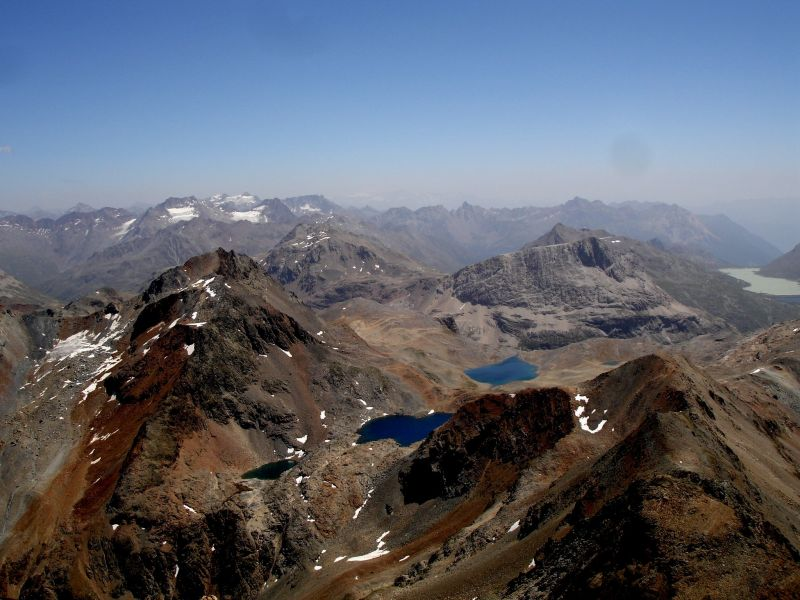
Umgebung der Fuorcla Prüna auf einem Foto vom Piz Languard. Die Fuorcla Prüna (Bildmitte) zwischen dem Lej da Pischa (rechts) und dem Lej da Prüna (Mitte). Piz Pischa oben links vom Pass, Muot da la Pischa rechts. Fuorcla Tschüffer links vom Lej da Pischa, Fuorcla Pischa am rechten Bildrand.

Die Fuorcla Prüna gehört zur Gruppe des Piz Languard, einer Untergruppe der Livigno-Alpen. Über den Pass verläuft die Gemeindegrenze zwischen Pontresina und La Punt Chamues-ch. Die Fuorcla Prüna wird im Norden durch die Val Prüna, ein Seitental der Val Chamuera, die in La Punt Chamues-ch endet, und im Süden durch die S-chüdella, eine Hochebene oberhalb der Val Pischa, eines Seitentals der Val da Fain, eingefasst. Sie verbindet den Muot da la Pischa (3024 m) im Westen (ein Gipfel südlich des Piz Languard) mit dem Piz Pischa (3136 m) im Osten. 
In nächster Nähe liegt die Fuorcla Pischa (2835 m), über die die Val Languard erreicht werden kann, sowie die Fuorcla Tschüffer (2832 m), über die der Lej Tschüffer (2751 m) und über die Fuorcla Prünella (2825 m) die Val Prünella erreicht werden können.
Nördlich der Fuorcla da Prüna befindet sich der Lej da Prüna (2815 m), im Süden der Lej da Pischa in der Hochebene S-chüdella.
Talorte sind Pontresina und La Punt Chamues-ch, häufiger Ausgangspunkt Bernina Suot.

## Namensherkunft
Prüna passt lautlich zu lateinisch pruna ‚Pflaume‘, doch ist eine Begründung von der Sache her schwierig. Eine Anknüpfung ans engadinische brün, deutsch ‚braun‘, ist lautlich bedenklich.

## Routen zum Pass

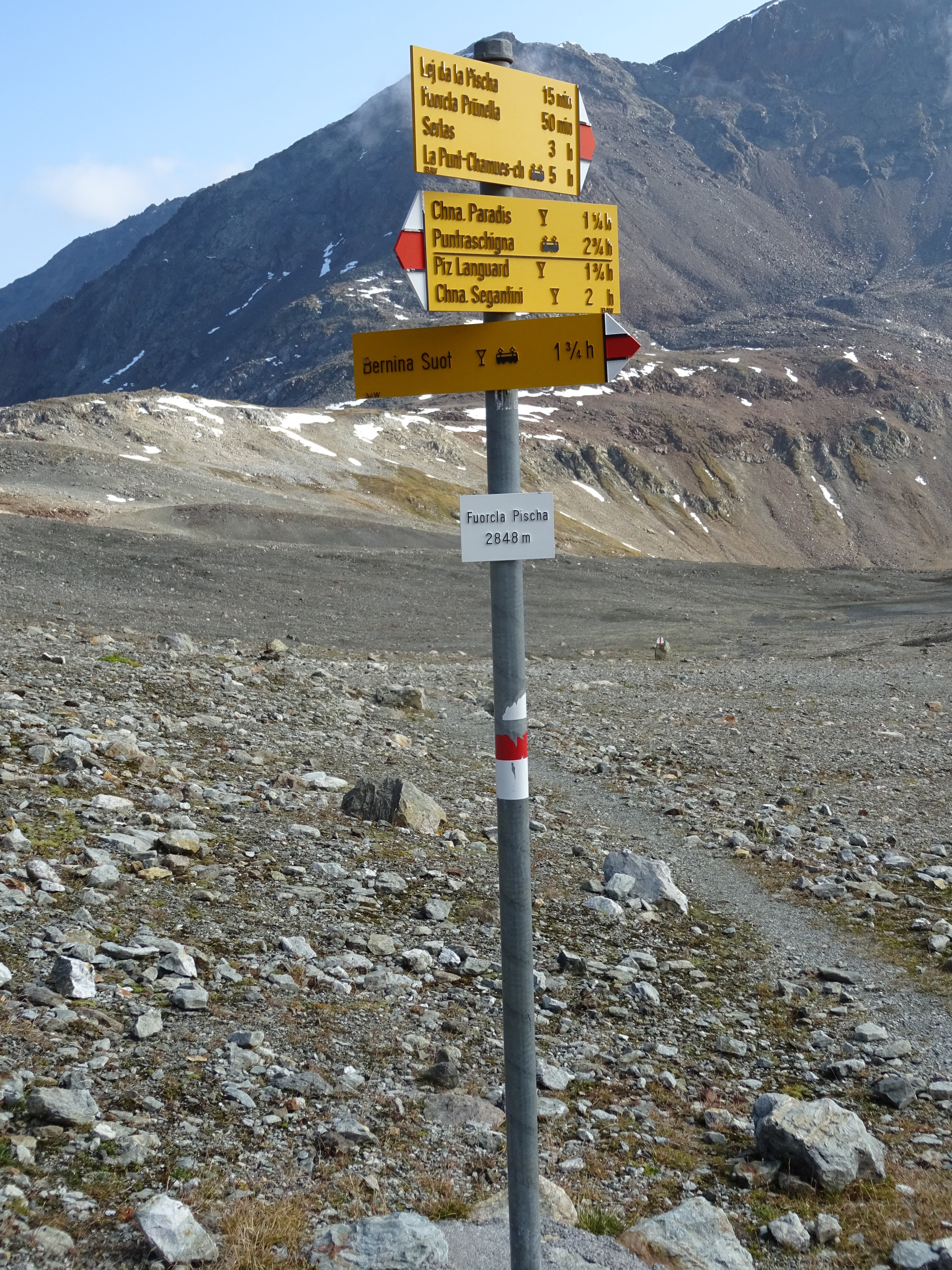
Wegweiser in der Nähe der Fuorcla Prüna.

### Von Bernina Suot
- Ausgangspunkt: Bernina Suot (2045 m)
- Via: Alp Bernina, Val Pischa, Lej da Pischa
- Schwierigkeit: BG, als Wanderweg weiss-rot-weiss markiert
- Zeitaufwand: 3 Stunden

### Von Pontresina
- Ausgangspunkt: Pontresina (1805 m) oder Alp Languard (2327 m)
- Via: Plaun da l’Esen, Fuorcla Pischa (2835 m)
- Schwierigkeit: EB, als Wanderweg weiss-rot-weiss markiert
- Zeitaufwand: 5 Stunden von Pontresina oder 3 ½ Stunden von Alp Languard

### Von La Punt Chamues-ch
- Ausgangspunkt: La Punt Chamues-ch (1708 m)
- Via:

1. Val Chamuera, Val Prüna
2. Val Chamuera, Alp Prünella, Fuorcla Prünella (2825 m), Lej Tschüffer (2751 m), Fuorcla Tschüffer (2832 m), Lej da Pischa (2770 m)

- Schwierigkeit:

1. EB
2. BG, als Wanderweg weiss-rot-weiss markiert

- Zeitaufwand:

1. 5 Stunden
2. 6 ½ Stunden